# Coryphopteris horizontalis
Coryphopteris horizontalis là một loài thực vật có mạch trong họ Thelypteridaceae. Loài này được (Rosenst.) Holttum mô tả khoa học đầu tiên năm 1976.